# 전주 기령당
전주 기령당은 대한민국 전북특별자치도 전주시 완산구 서완산동 1가 25-1번지에 있는 경로당이다. 2023년 3월 30일 전주시의 향토문화유산으로 지정되었다.

## 개요
전주 기령당은 전주시에서 가장 오래된 경로당으로, 본래 활을 쏘던 활터인 군자정(君子亭)으로 알려져 있었다. 1949년 이후에 경로시설로 사용되기 시작한 것으로 추정되며, 건물의 상량문에는 1844년에 건립되었다는 기록이 남아 있다. 현재는 1920년대 살림집의 건축 특성을 갖춘 정면 5칸, 측면 3칸의 목조 건물로 구성되어 있으며, 대문에는 설송 최규상이 쓴 편액이 걸려 있다.

## 지정사유
전주 기령당은 조선 후기부터 1920년대까지 한옥의 변화과정과 건축수법을 잘 보여주고 있으며, 전체적으로 사용된 부재가 건실하고 우수한 조각수법을 갖추고 있어 건축적 가치가 높아 전주시의 향토문화유산으로 지정되었다.